# Абдурахим Тилешуп Откур
Абдурахим Тилешуп Откур (1923 — 5 октября 1995) — уйгурский поэт и прозаик, один из наиболее видных деятелей уйгурской культуры XX столетия.

## Биография
Родился в семье торговцев. Осман Хаджи, один из крупных торговцев города, не был его родным отцом, но принял Абдурахима как своего.
В 1936 году отправился на обучение в колледж города Урумчи.
В 1942 году окончил университет Синьцзяна и до 1949 года работал редактором в газете «Altay Geziti till». В 1949—1980, хорошо владея уйгурским, китайским, русским, английским и рядом тюркских языков, работал в качестве переводчика в различных государственных учреждениях.
С 1980 — сотрудник Института литературных исследований Академии философии и социальных наук в Синьцзян-Уйгурском автономном районе. В 1988 был назначен заместителем председателя правления общества «Kutadgu Bilig».
По некоторым источникам, дважды (в 1951—1958, затем в 1966—1976) заключался в тюрьму китайскими властями по обвинению в националистической деятельности.

## Работы
Впервые стихи Абдурахима Тилешупа Откура были опубликованы в 1940 году. Стихи «Вдоль реки Тарим» (уйг. «Tarim Boyliri»‎) и «Мелодии сердца» (уйг. «Yurek Mungliri»‎) были очень популярны. Последние романы автора — «Дорога» (уйг. «Iz»‎) и «Забытая земля» (уйг. «Uyghanghan Zemin»‎) стали самыми популярными книгами среди уйгуров.